# Cymodocella guarapariensis
Cymodocella guarapariensis is een pissebed uit de familie Sphaeromatidae. De wetenschappelijke naam van de soort is voor het eerst geldig gepubliceerd in 1965 door Loyola e Silva.